# Katharina Rosenberger
Katharina Rosenberger (* 1971  in Zürich) ist eine Schweizer Komponistin und Klangkünstlerin. Sie lebt in Los Angeles (Vereinigte Staaten).

## Leben
Katharina Rosenberger wurde als Tochter eines Feinmechanikers geboren, erhielt in der Kindheit Klavierunterricht und sang im Kinderchor. Sie absolvierte u. a. Studien in Gesang und Improvisation an der Jazzschule Zürich und im Anschluss daran am Berelee College of Music Boston das Fach „Komposition und Film“ sowie mehrere Semester am Massachusetts College of Art im Fach „Experimental Filmmaking“. Danach studierte sie Royal Academy of Music in London bei Michael Finnissy, das sie mit dem Master abschloss. Nach einem weiteren Studium an der Columbia University in New York bei Tristan Murail doktorierte sie dort 2009 im Fach Komposition.
Seit 2008 ist sie Assistant-Professor für Komposition am Departement of Music der University of California, San Diego.
Ihre Werke wurden weltweit aufgeführt, sowohl auf Musik-Festivals Neuer- und Elektronischer Musik als auch in Museen; unter anderem am Théatre de Nimes, Ballhaus Theater Berlin, beim Schweizer Tonkünstlerfest, beim Zürcher Theater Spektakel, New York Fringe Festival und beim Festival für Neue Musik in Bamberg.
Seit 2021 ist sie Professorin für Komposition an der Musikhochschule Lübeck.
2023 erhielt sie den Schweizer Musikpreis.

## Werk
Rosenberger kreiert als Komponistin viele interdisziplinäre Arbeiten und arbeitet deswegen oft mit anderen Künstlern zusammen. In ihren Projekten arbeitet sie häufig mit Elementen aus der bildenden Kunst, Video, Theater, Licht und Tanz und setzt dabei häufig elektronische Mittel ein. So entwickelte sie zum Beispiel die interaktive Klang- und Videoinstallation «Viva Voce» für und mit den drei Vokalperformerinnen Shelley Hirsch, Juliana Snapper und Pamela Z. Ihre kompositorischen Techniken sind u. a. von dem Spektralismus beeinflusst. So beruht torsion (2008) für Klavier auf einer Analyse der tiefsten Oktave des Klaviers. Sie interessieren ausserdem Linien, Texturen und Formen aus Anatomie und Morphologie von Pflanzen. So verfolgt die Struktur von phragmacone (2004–2010) für Altsaxophon die logarithmischen Spiralen einer Nautilusmuschel.

## Werke
- Iphigenia in Aulis für 2 Soprane, Tenor, Bass, Sprecher, Chor und Orchester, 1997
- le 11 passioni dell’anima für Blechbläser-Quintett, eine Pantomime und 11 Skulpturen, 2000
- E. Cummings Miniatures für Stimme und Klavier oder Stimme und Schlagzeug, 1999–2001
- there are so many tictoc für Stimme und Klavier, 1999
- white with rectangular objections für grosses Ensemble, 2001
- Xylodessia für Schlagzeug und Quartett, 2001
- WAX – Soundscape for theatre, elektronische Musik, 2002
- aPhasis für Sopran, Altflöte und Bassklarinette, 2002
- kaspar – or n(one), elektronische Musik und Live-Video für eine Tanz-Performance, 2003
- zsOom für Solo-Kontrabass, 2004
- Echo für Spinett, Elektronik und Licht, 2004
- Late Nite, elektronische Musik für das gleichnamige Theaterstück von Matthias Lehman, 2005
- X – suite filante, Video-Oper für Sopran, 2 Mezzo-Soprane, Flöte, Altsaxophon, Violine, Viola, Bass und Elektronik (vierkanalig), nach Texten von Sophie Calle und Jean Baudrillard, bearbeitet durch Iva Sanjek, 2007
- le miroir für Flöte und Sopransaxophon, 2007

- torsion für Klavier, 2008

- Tinguely-Machine, 1a + 1b für Mezzosopran und Tuba, Text: Katharina Rosenberger, 2009
- phragmocone für Altsaxophon, 2004–2010
- la chasse für zwei Stimmen oder auch für zwei Altsaxophone, Text: Katharina Rosenberger, 2007–2010
- scatter 2.0 für Flöte, Klarinette, Schlagzeug, Klavier, Violine, Violoncello, 2009–2010
- Tinguely Machine 2.0 für Kontrabassflöte, Kontrabasssaxophon und Tuba, 2010–2012
- Texturen für Sopran, Flöte (Bassflöte), Tenorsaxophon, Schlagzeug, Klavier, Violine und Elektronik, 2010
- nodes für die SABRe («Sensor Augmented») für Bassklarinette und Live-Elektronik, 2011
- Peripher für Solo-Schlagzeug und Orchester, 2011
- Viva Voce. Interaktive Klang- und Video-Installation für drei Vokalperformer, Text: Katharina Rosenberger, Shelley Hirsch, Juliana Snapper, Pamela Z, 2011–2012
- madrigali notturni für vier Stimmen, Licht und eine architektonische Struktur, 2012/2013
- Gesang an das noch namenlose Land für Violine, Viola und Violoncello und Tapisserie-Installation, 2013
- tempi agitati. Ein choreographiertes Performance-Projekt, 2015/2016 (UA 2016 in Stuttgart[8])
- modules für Tenorsaxophon, E-Gitarre, Schlagzeug, Klavier, alle verstärkt und mit Effektpedalen, 2015
- if they bite with all their might für Horn, korg MS20 mini, Violoncello, gesprochener Text und 18 livegesteuerte Glühbirnen, 2016
- oh… n(o)w, roar all over and over again für sprechenden und singenden Schlagzeuger, 2017
- Meeresgesänge für 12 choreographierte Solo-Stimmen und drei Schlagzeuger, 2018
- Quartet: Bodies in Performance. Klang- und Video-Installation in Zusammenarbeit mit Simone Keller, Moritz Müllenbach, Brian Archinal und Krassimir Stereve, 2018
- In the dream that I dreamed, you awoke für Sopran, Flöte, Bassklarinette, Tenorsaxophon, Posaune, Violoncello, Elektronik und 3D-Hologramm-Projektionen, 2018

## Diskografie
- Mela Meierhans und Katharina Rosenberger: Wax, Unit Records, 2004
- Katharina Rosenberger: Wet Ink Ensemble Texturen, hat[now]ART, 2012
- Katharina Rosenberger: Shift, hat[now]ART, 2016